# Positivismo (canção de Noel Rosa)
Positivismo é uma canção composta por Noel Rosa e Orestes Barbosa em 1933. No samba, Noel e Orestes fazem diversas referências ao Positivismo, incluindo o lema Ordem e Progresso, e seu principal fundador, Auguste Comte.
A canção também faz referência a Pôncio Pilatos, à criação da Guilhotina e ao cambio financeiro.

## História
A música surgiu com a intenção de “misturando mulher com Augusto Comte: o amor por princípio, a ordem por base, o progresso por fim”, como mostra a biografia de Noel. ambos os autores se encontravam no famoso Café Nice, ponto de encontro dos músicos na chamada era do rádio, que o jornalista e poeta propôs parceria a Noel, que completou a composição.